# Stefan Kapičić
Stefan Kapičić (né le 1er décembre 1978 à Cologne) est un acteur serbe connu pour le rôle de Colossus dans les films Deadpool, Deadpool 2 et Deadpool et Wolverine.

## Premières années
Stefan Kapičić est né à Cologne. Il est le fils de Dragan Kapičić, un basketteur yougoslave qui a ensuite joué pour l'équipe du BSC Saturn Cologne, et de son épouse, l'actrice Slobodanka "Beba" Zugić. Quand Stefan avait trois ans, la famille est retournée en Yougoslavie. Après l’école, Kapičić a étudié le théâtre à l’Université des arts de Belgrade à Belgrade.
Outre sa langue maternelle serbe, il parle l'anglais, l'allemand et le russe.
Depuis 2014, Kapičić est fiancée à l'actrice croate Ivana Horvat. Ils vivent alternativement à Los Angeles et à Zagreb.

## Carrière
À partir de 2008, Kapičić joue plusieurs rôles secondaires dans des épisodes de séries télévisées américaines, notamment : The Unit : Commando d'élite ; Numbers ; 24 heures chrono ; The Event. En 2015, il joue le rôle de son père dans le film serbe Bicemo prvaci sveta, consacré à la victoire de l'équipe yougoslave à la Coupe du monde de 1970.
En 2016, il joue le rôle de Colossus dans le film Deadpool, ; le personnage était déjà incarné dans X-Men 2 par l'acteur Daniel Cudmore, mais le réalisateur de Deadpool Tim Miller voulait un acteur avec un accent russe crédible ; la taille (1,93 m) de Kapičić a également joué. Il prête sa voix au personnage et joue les mouvements à l'aide du processus de capture de mouvement. Il apparaît à nouveau dans ce rôle dans la suite Deadpool 2 en 2018.
En 2018, il interprète le rôle de Casper dans la quatrième saison de la série télévisée américaine Better Call Saul.

## Filmographie

### Télévision
- 2008 : The Unit : Commando d'élite (saison 5, 3e épisode : Sex trade : La loi du business)
- 2008 : Numbers (saison 5, épisode Scan Man)
- 2008 : Vratice se rode (2 épisodes)
- 2010 : 24 heures chrono (saison 8, épisode Day 8: 4:00 p.m.-5:00 p.m.)
- 2011 : The Event (épisode Strain - La Succession)
- 2013: Stella (2 épisodes)
- 2013 – 2014 : Zora dubrovacka (rôle de Rocco Sorgo, dans les 48 épisodes)
- 2016 : Prvaci sveta (dans 3 épisodes)
- 2018 : Counterpart (rôle de Lieber, dans 3 épisodes)[7].
- 2018 : Better Call Saul (rôle de Casper dans 2 épisodes)[8].

### Cinéma
- 2003 : Kordon
- 2003 : Citravita (Court-métrage)
- 2003 : Skoro sasvim obicna prica
- 2004 : O stetnosti duvana
- 2004 : Mali polozajnik
- 2006 : Ne skreci sa staze
- 2008 : Charleston et Vendetta (Čarlston za Ognjenku) : Arsa 'Kralj
- 2008 : Une arnaque presque parfaite (The Brothers Bloom)
- 2012 : Miracle en Alaska (Big Miracle) : Yuri
- 2012 : Larin izbor: Izgubljeni princ
- 2013 : Hitac
- 2016 : Deadpool
- 2018 : Deadpool 2
- 2023 : Le Dernier Voyage du Demeter d'André Øvredal
- 2024 : Deadpool et Wolverine de Shawn Levy